# Christina Schwanitz
Christina Schwanitz (Dresden, 24 december 1985) is een Duitse voormalige atlete, die gespecialiseerd was in het kogelstoten. Ze werd eenmaal wereldkampioene, tweemaal Europees outdoor- en eenmaal Europees indoorkampioene in deze discipline. Ze nam aan drie Olympische Spelen deel met een zesde plaats als beste resultaat.

## Biografie

### Eerste successen
In juli 2004 deed Schwanitz op negentienjarige leeftijd mee aan de wereldjuniorenkampioenschappen in het Italiaanse Grosseto, waar ze bij het kogelstoten met een beste stoot van 16,52 m de derde plaats wist te behalen. De Amerikaanse Michelle Carter won daar met 17,55. In 2005 werd ze derde op de Duitse kampioenschappen, om vervolgens naar het zilver te grijpen op de Europese kampioenschappen U23 met een PR-stoot van 18,64. Daarna debuteerde ze op de wereldkampioenschappen in Helsinki, waar zij op een zevende plek eindigde.

### Voorbij de 19 meter
De jaren 2006 en 2007 gingen voor Christina Schwanitz verloren vanwege blessures. Pas in 2008 zag zij, weer geheel fit, kans om op haar oude niveau terug te keren. Op 29 februari bracht zij bij wedstrijden in Chemnitz eerst haar PR op 19,68, alvorens derde te worden bij de Duitse indoorkampioenschappen. Kort daarna werd zij bij de wereldindoorkampioenschappen in Valencia met 18,55 zesde, nadat zij zich in de kwalificatie met een op-één-na beste stoot van 18,97 had geplaatst voor de kogelstootfinale. In juni kwam zij daarna in Schönebeck tot een persoonlijk record tot 19,31, altijd nog 37 centimeter onder haar beste indoorprestatie. Op de Olympische Spelen van 2008 wist zij zich met 19,09 te kwalificeren voor de finale, maar ook hier slaagde zij er niet in om het niveau van de kwalificatie te benaderen en met 18,27 eindigde zij in Peking als elfde. En de WK van 2009 in Berlijn vormden hierop geen uitzondering. In de finale van het kogelstoten werd zij met 17,84 m slechts twaalfde, nadat zij zich eerder hiervoor met 18,25 m had gekwalificeerd.

### Nationaal kampioene
In 2011 veroverde Schwanitz haar eerste nationale titel door Duits indoorkampioene te worden. Een week later werd zij op de Europese indoorkampioenschappen in Parijs tweede achter de Russin Anna Avdejeva, op wie zij slechts 5 centimeter hoefde toe te geven (18,70 om 18,65). Outdoor werd zij daarna eveneens Duits kampioene. Op de WK in Daegu was het echter weer het oude liedje: nadat de Duitse zich in de kwalificatieronde met een verste stoot van 19,20 had gekwalificeerd en een van de kandidates voor een medaille leek te zijn, kwam zij in de finale slechts tot één geldige poging van 17,96, waarmee zij op een twaalfde plaats eindigde. Een jaar later ging het op de EK in Helsinki met een vijfde plaats al een stuk beter, maar op de kort daarop volgende Olympische Spelen in Londen verviel Schwanitz weer in haar oude fout door in de kwalificatieronde met 18,62 beter te presteren dan in de finale, waarin zij met 18,47 tiende werd.

### Binnen en buiten Europees kampioene
Pas in 2013 wist Christina Schwanitz de trend te doorbreken en een internationale titel te veroveren tijdens de Europese indoorkampioenschappen in Göteborg. Met een beste stoot van 19,25 wist zij eindelijk in een finale haar beste prestatie te leveren en een stoot van over de 19 meter te produceren, wat haar tot dan toe alleen in enkele kwalificatierondes was gelukt. Vervolgens kwam zij op de WK in Moskou in de finale van het kogelstoten achter olympisch kampioene Valerie Adams (goud met 20,88) tot een persoonlijk record van 20,41 en veroverde hiermee de zilveren medaille. En een jaar later werd de Duitse op de wereldindoorkampioenschappen allereerst opnieuw tweede achter Valerie Adams, om daarna tijdens de EK in Zürich met een beste stoot van 19,90 nu ook buiten Europees kampioene te worden. Schwanitz leek haar eerdere probleem van goede kwalificatierondes, gevolgd door mindere finaleprestaties, eindelijk te hebben overwonnen.

### Goud op WK en diamant in de Diamond League
In 2015 kwam Schwanitz tijdens de Beijing World Challenge in Peking in mei eerst tot een persoonlijk record van 20,77, alvorens daar drie maanden later met 20,37 ook de wereldtitel te veroveren. Ze eindigde het jaar door bovendien in de Diamond League-serie met de eindoverwinning aan de haal te gaan, na in vijf van de in totaal zeven wedstrijden waarin het kogelstoten op het programma stond, te hebben gezegevierd.

### Titel geprolongeerd

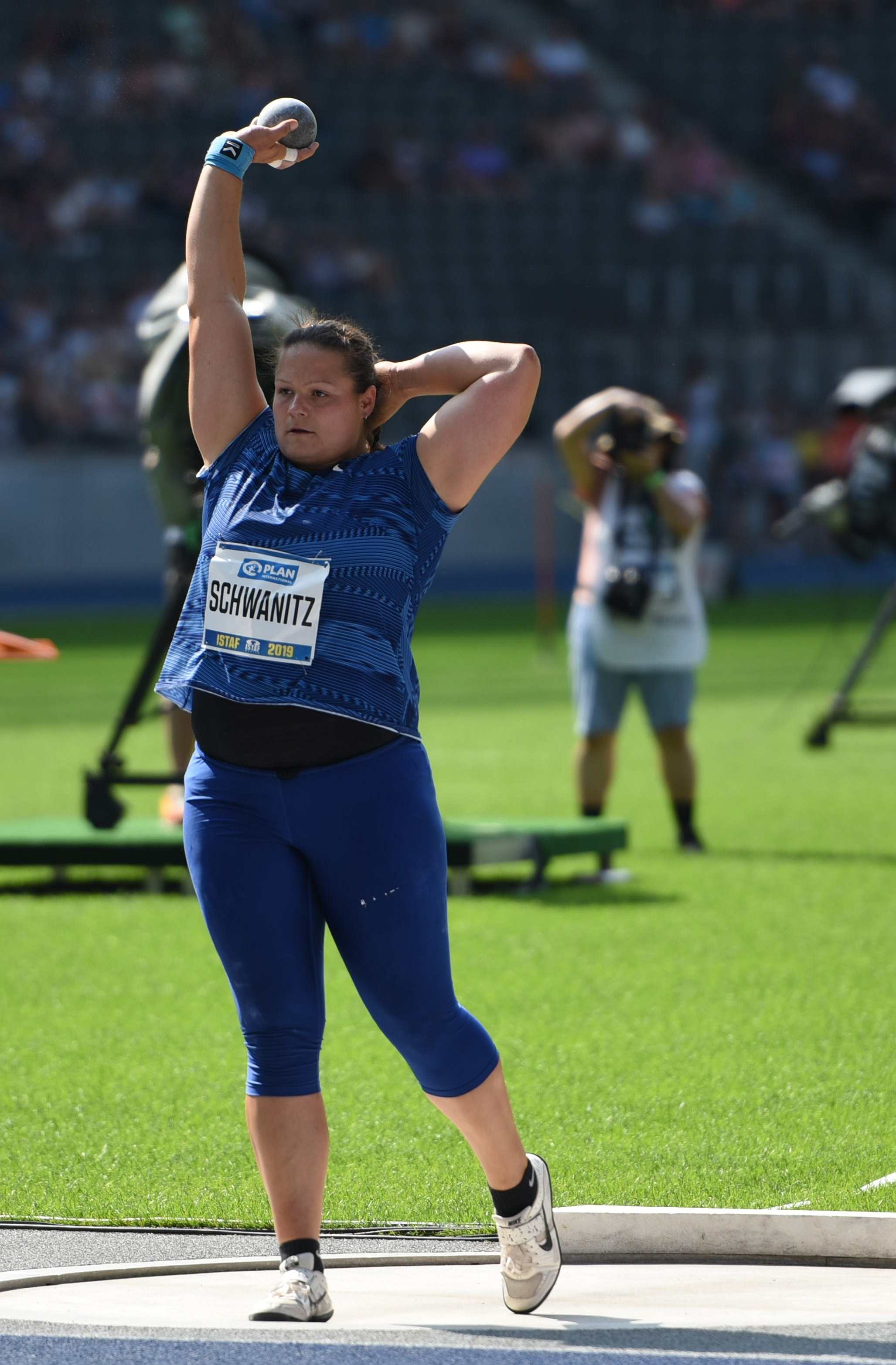
Christina Schwanitz, 2019

In 2016 slaagde Christina Schwanitz erin om haar Europese titel te prolongeren. Op de EK in Amsterdam was zij een klasse apart en wist zij als enige met een beste stoot van 20,17 de twintig-metergrens te passeren. Dat niveau wist zij niet vast te houden tot op de Olympische Spelen in Rio, want daar kwam ze in de finale niet verder dan een zesde plaats met een beste stoot van 19,03, nadat zij zich eerder in de kwalificatieronde met 19,18 gemakkelijk voor die finale had geplaatst.

### Comeback na geboorte tweeling
In 2017 nam zij na twee jaar afwezigheid weer deel aan de Duitse indoorkampioenschappen en werd prompt opnieuw kampioene, haar vierde nationale indoortitel. Schwanitz, die sinds september 2013 was getrouwd, bleek toen al in verwachting te zijn van een tweeling, die in juli werd geboren. Een jaar later pakte zij haar hierdoor onderbroken carrière weer op met haar deelname aan de Diamond League-wedstrijd in Rabat, die ze gelijk maar won. Dat ze niets aan kracht had ingeboet bewees zij vervolgens op de Duitse kampioenschappen, waar zij opnieuw de titel veroverde met een stoot voorbij de 20 meter: 20,06. Bij de EK in eigen huis, Berlijn, moest zij echter haar meerdere erkennen in de Cubaanse Paulina Guba, die met 19,33 het goud voor zich opeiste, terwijl de Duitse nu niet verder kwam dan 19,19.
Schwanitz is in dienst van de Bundeswehr.

## Titels
- Wereldkampioene kogelstoten - 2015
- Europees kampioene kogelstoten - 2014, 2016
- Europees indoorkampioene kogelstoten - 2013
- Duits kampioene kogelstoten - 2011, 2013, 2014, 2015, 2016, 2018, 2019
- Duits indoorkampioene kogelstoten - 2011, 2013, 2014, 2017, 2019, 2021

## Persoonlijke records
| Onderdeel             | Prestatie | Datum           | Plaats   |
| --------------------- | --------- | --------------- | -------- |
| kogelstoten (outdoor) | 20,77 m   | 20 mei 2015     | Peking   |
| kogelstoten (indoor)  | 20,05 m   | 2 februari 2014 | Rochlitz |

## Palmares
Kampioenschappen
- 2004:  WJK - 16,52 m
- 2005:  Duitse kamp. - 18,13 m
- 2005:  EK U23 - 18,64 m
- 2005: 7e WK - 18,02 m (in kwal. 18,35 m)
- 2008: 6e WK indoor - 18,55 m (in kwal. 18,97 m)
- 2008:  Duitse kamp. - 19,03 m
- 2008: 11e OS - 18,27 m (in kwal. 19,09 m)
- 2008: 5e Wereldatletiekfinale - 18,19 m
- 2009:  Duitse kamp. - 18,77 m
- 2009: 12e WK - 17,84 m (in kwal. 18,25 m)
- 2011:  Duitse indoorkamp.
- 2011:  EK indoor - 18,65 m
- 2011:  Duitse kamp. - 18,95 m
- 2011: 12e WK - 17,96 m (in kwal. 19,20 m)
- 2012: 10e in kwal. WK indoor - 17,58 m
- 2012: 5e EK - 18,25 m
- 2012: 10e OS - 18,47 m (in kwal. 18,62 m)
- 2013:  Duitse indoorkamp. - 19,79 m
- 2013:  EK indoor - 19,25 m
- 2013:  EK Teams
- 2013:  Duitse kamp. - 19,76 m
- 2013:  WK - 20,41 m
- 2014:  Duitse indoorkamp. - 19,89 m
- 2014:  WK indoor - 19,94 m
- 2014:  IAAF Continental Cup - 20,02 m
- 2014:  EK Teams
- 2014:  Duitse kamp. - 16,69 m
- 2014:  EK - 19,90 m
- 2015:  EK Teams
- 2015:  Duitse kamp. - 20,00 m
- 2015:  Beijing World Challenge - 20,77 m
- 2015:  WK - 20,37 m
- 2016:  Duitse kamp. - 19,49 m
- 2016:  EK - 20,17 m
- 2016: 6e OS - 19,03 m (in kwal. 19,18 m)
- 2017:  Duitse indoorkamp. - 18,50 m
- 2018:  Duitse kamp. - 20,06 m
- 2018:  EK - 19,19 m
- 2019:  Duitse indoorkamp. - 19,54 m
- 2019:  EK indoor - 19,11 m
- 2019:  Duitse kamp. - 18,84 m
- 2019:  WK - 19,17 m
- 2021:  Duitse indoorkamp. - 18,87 m
- 2022:  Duitse indoorkamp. - 18,49 m

Diamond League-resultaten
- 2013:  Shanghai Golden Grand Prix - 20,20 m
- 2013:  Bislett Games - 20,10 m
- 2013:  Sainsbury's Anniversary Games - 19,74 m
- 2013:  DN Galan - 19,26 m
- 2014:  Golden Gala - 19,60 m
- 2014:  Herculis - 19,54 m
- 2014:  Birmingham Grand Prix - 19,27 m
- 2014:  Memorial Van Damme - 19,86 m
- 2015:  Shanghai Golden Grand Prix - 19,94 m
- 2015:  Birmingham Grand Prix - 19,68 m
- 2015:  Bislett Games - 20,14 m
- 2015:  Meeting Areva - 20,31 m
- 2015:  DN Galan - 20,13 m
- 2015:  Weltklasse Zürich - 19,91 m
- 2015:  Eindzege Diamond League
- 2016:  Herculis - 19,81 m
- 2018:  Meeting International Mohammed VI d'Athletisme de Rabat - 19,40 m
- 2018:  Herculis - 19,51 m
- 2018:  Birmingham Grand Prix - 18,20 m
- 2018:  Memorial Van Damme - 19,50 m
- 2019:  Athletissima - 19,04 m
- 2019:  Weltklasse Zürich - 19,37 m

## Onderscheidingen
- 2015: Duits sportvrouw van het jaar

1983 Helena Fibingerová ·
1987 Natalja Lisovskaja ·
1991 Huang Zhihong ·
1993 Huang Zhihong ·
1995 Astrid Kumbernuss ·
1997 Astrid Kumbernuss ·
1999 Astrid Kumbernuss ·
2001 Janina Koroltsjik ·
2003 Svetlana Kriveljova ·
2005 Nadzeja Astaptsjoek ·
2007 Valerie Vili ·
2009 Valerie Vili ·
2011 Valerie Adams ·
2013 Valerie Adams ·
2015 Christina Schwanitz ·
2017 Gong Lijiao ·
2019 Gong Lijiao ·
2022 Chase Ealey ·
2023 Chase Ealey
- Gemeinsame Normdatei: 1131116747
- World Athletics: 14279753
- Virtual International Authority File: 679149416742889730006
- WorldCat: E39PBJtxjHPxHQtBqkWcpjjKVC